# Chrám svatého Ondřeje (Kyjev)
Chrám svatého Ondřeje (ukrajinsky Андрiївська церква, rusky Андреевская церковь) je pravoslavný barokní chrám Ukrajinské autokefální pravoslavné církve, který se nachází v ukrajinském hlavním městě Kyjevě. Nachází se ve výšce 90 metrů nad pravým břehem Dněpru na výstupku Starokyjevské hory při oblíbené ulici Andrijivskyj Uzviz.

## Historie
Dle legendy sem po Dněpru připlul Svatý Ondřej, vztyčil zde kříž a prorokoval vznik velikého křesťanského města. Tento pětihlavý křížový chrám, jehož délka je 32 m, šířka 23 m, výška 46 m a hloubka základů 15 metrů byl postaven v letech 1747—1753 architektem italského původu Bartolomeem Rastrellim. Na první pohled chrám upoutá 42,5  metrů vysokou kopulí s bočními věžemi.
V interiéru vyniká sochařská výzdoba, klenba nad oltářem a především třířadový pozlacený ikonostas s vyřezávanými ornamenty. Autory ikon jsou Alexej Antropov a Dmitrij Levickij. Naproti ikonostasu jsou obrazy Zvolení víry knížetem Vladimírem od neznámého autora z 19. století a Kázání apoštola Ondřeje od malíře Platona Borispolce z roku 1847.
Od roku 1968 slouží chrám jako muzeum věnované jeho historii a dílu architekta Rastrelliho. Chrám se během své existence několikrát opravoval, ale nikdy nebyl zásadně přestavěn.

## Galerie

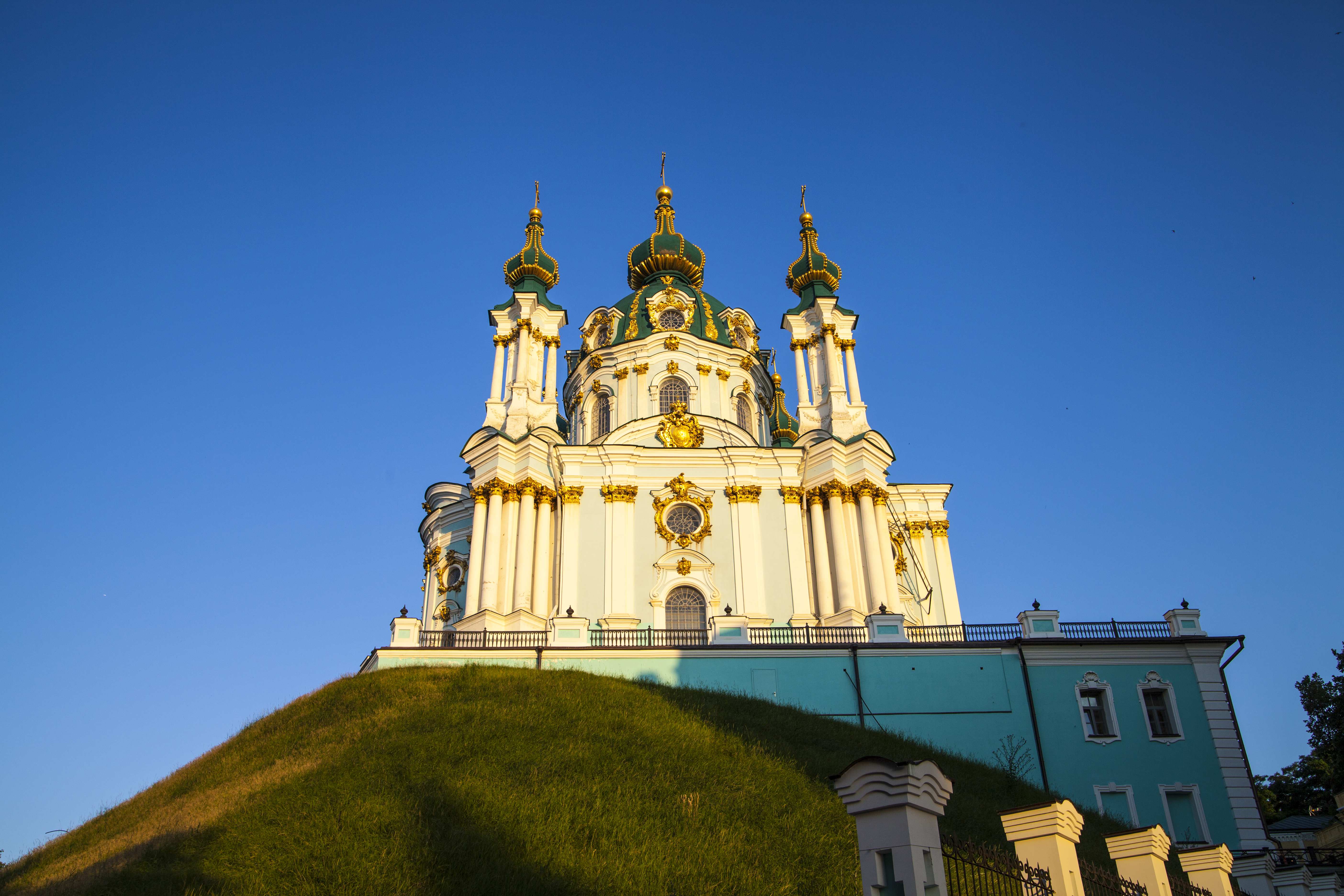
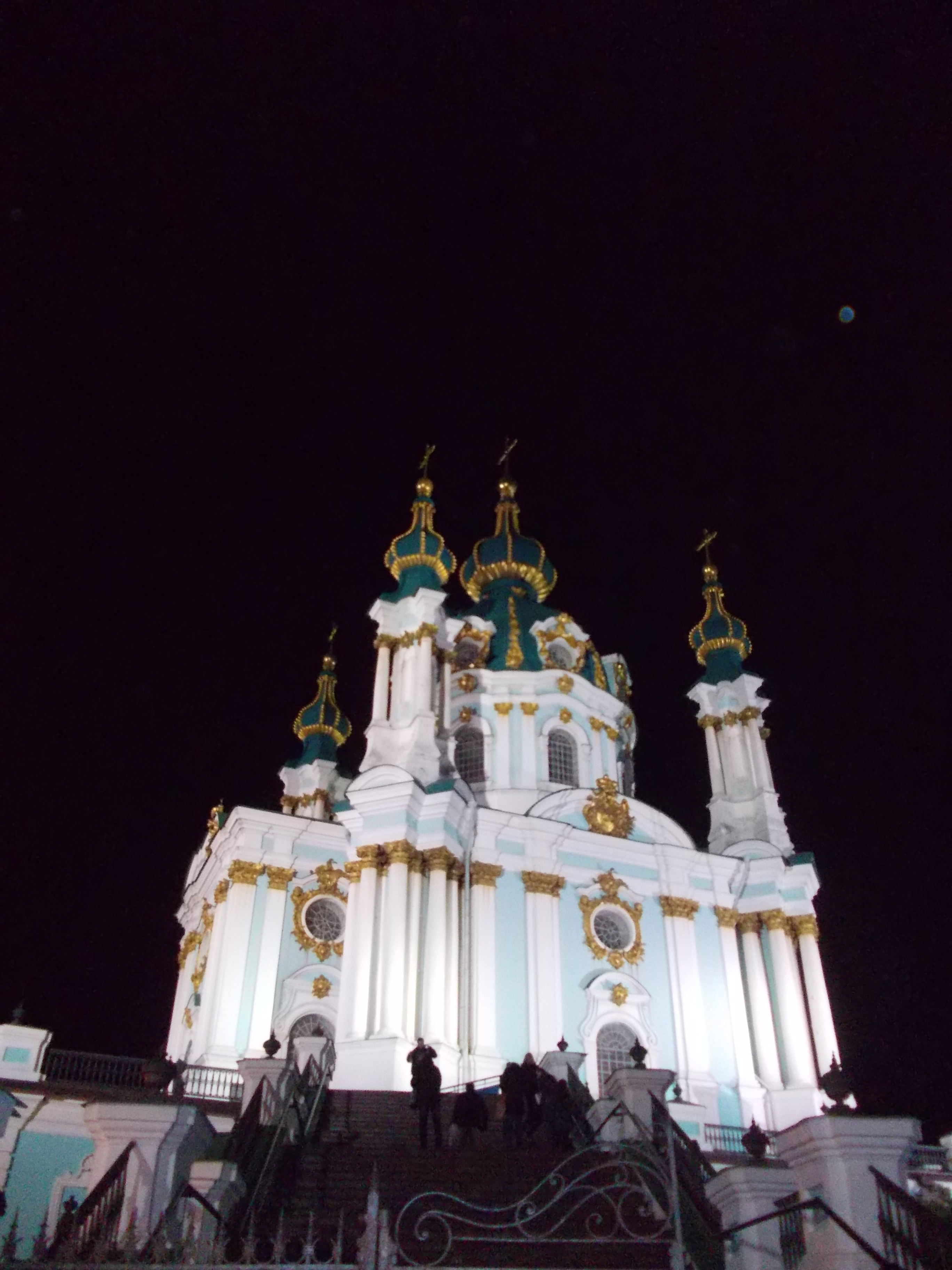
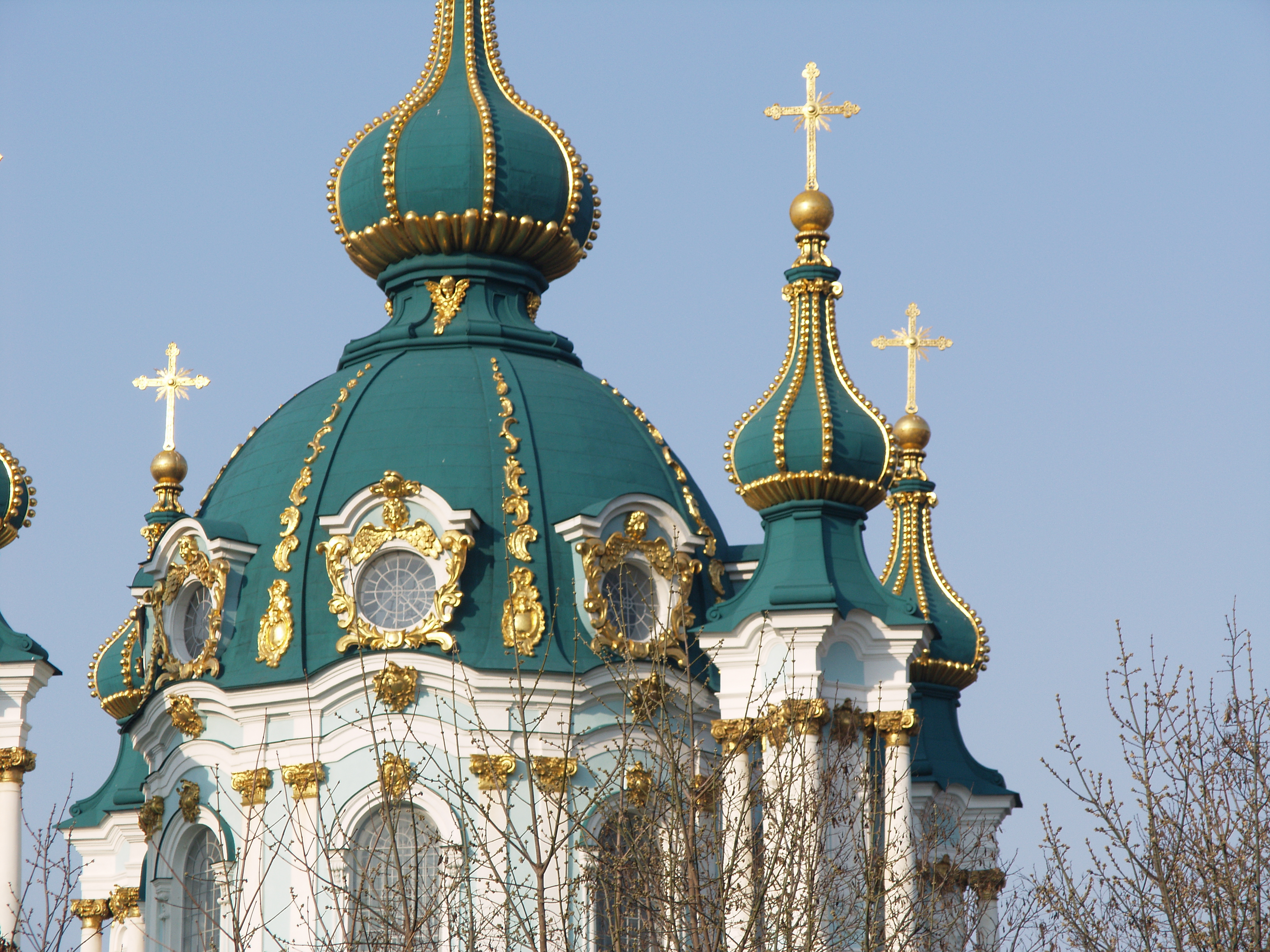
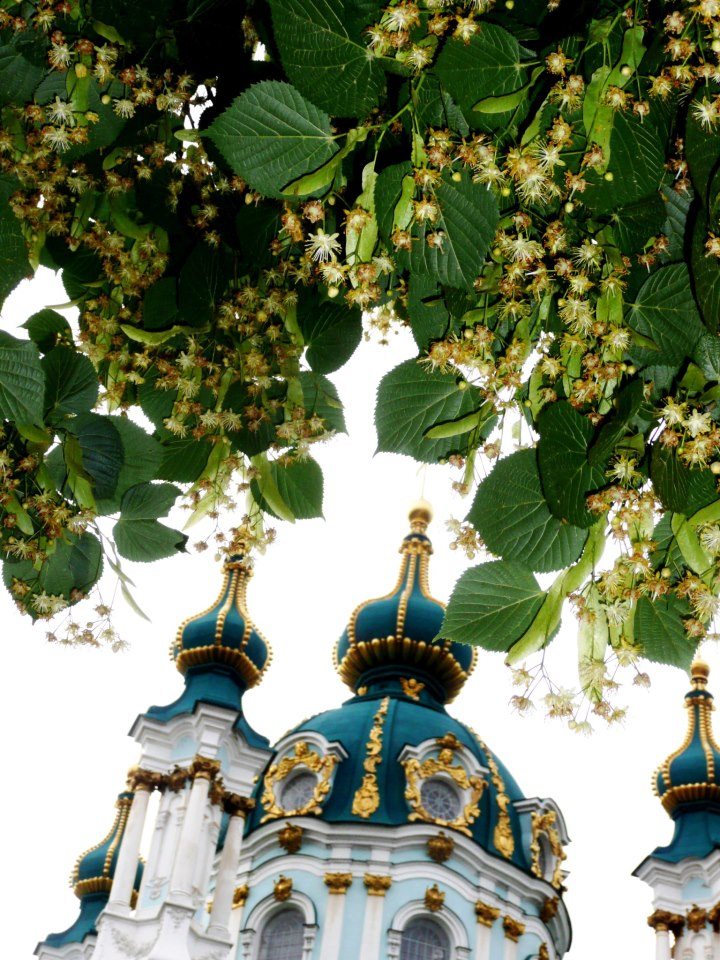
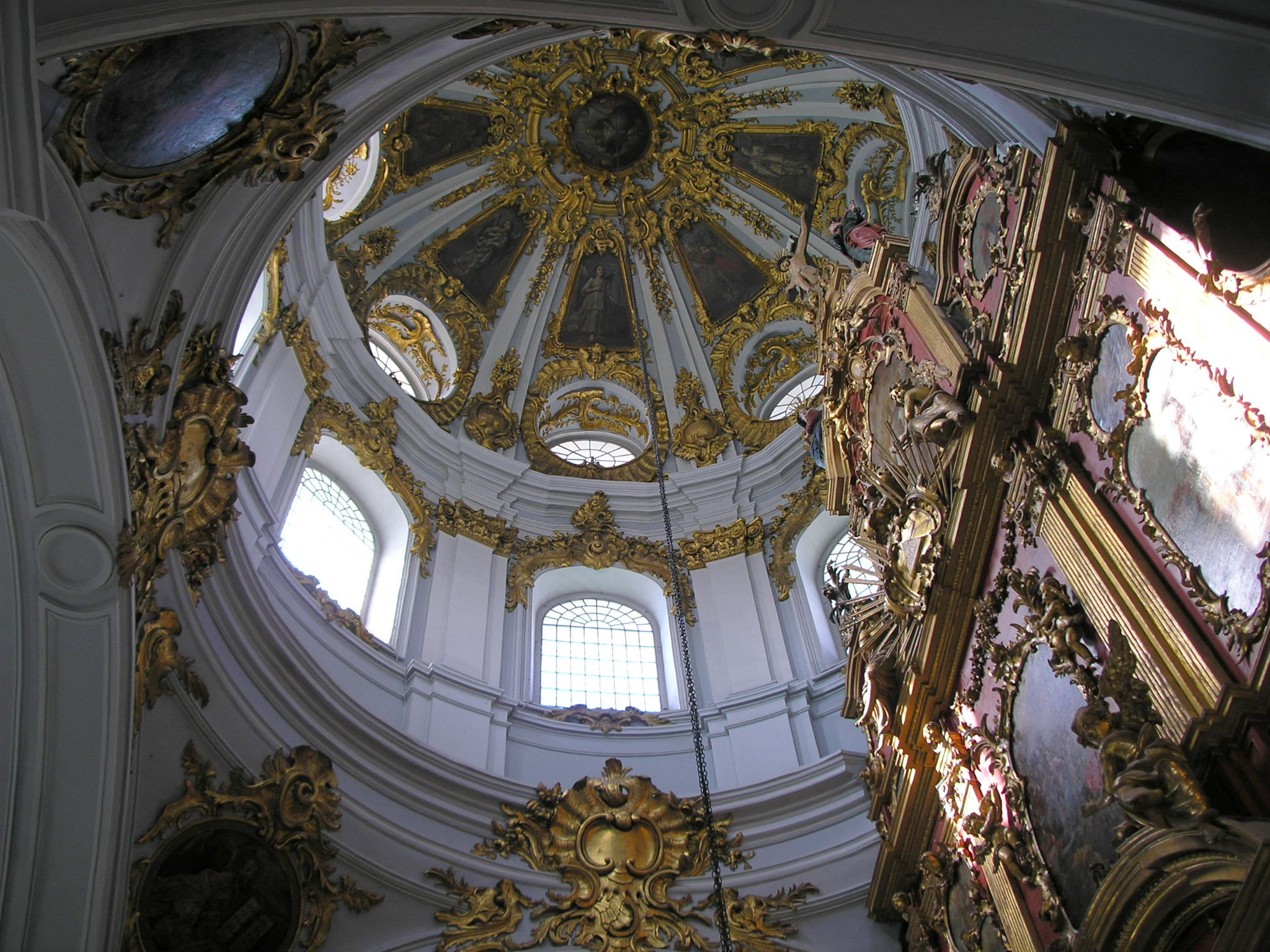
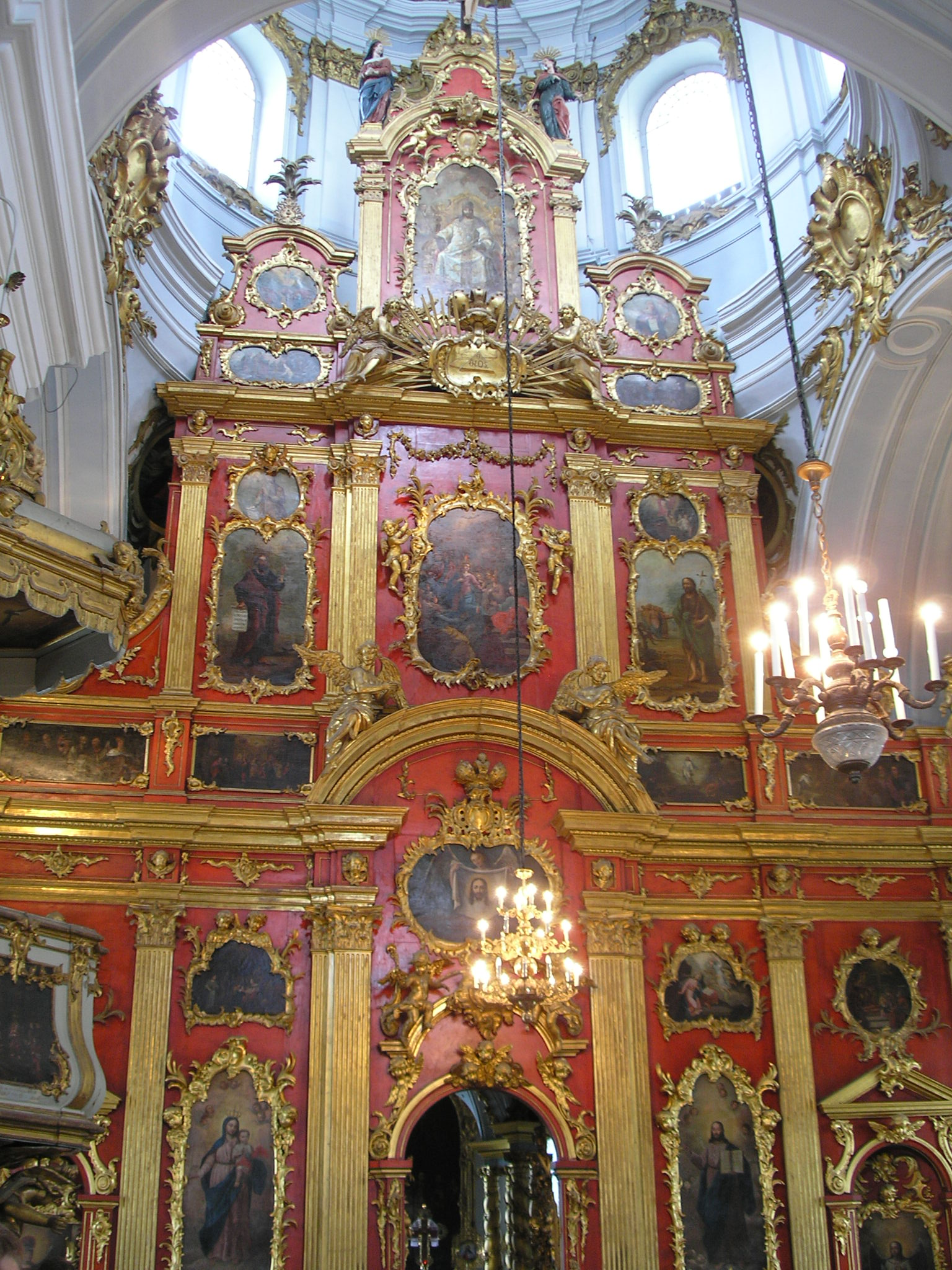
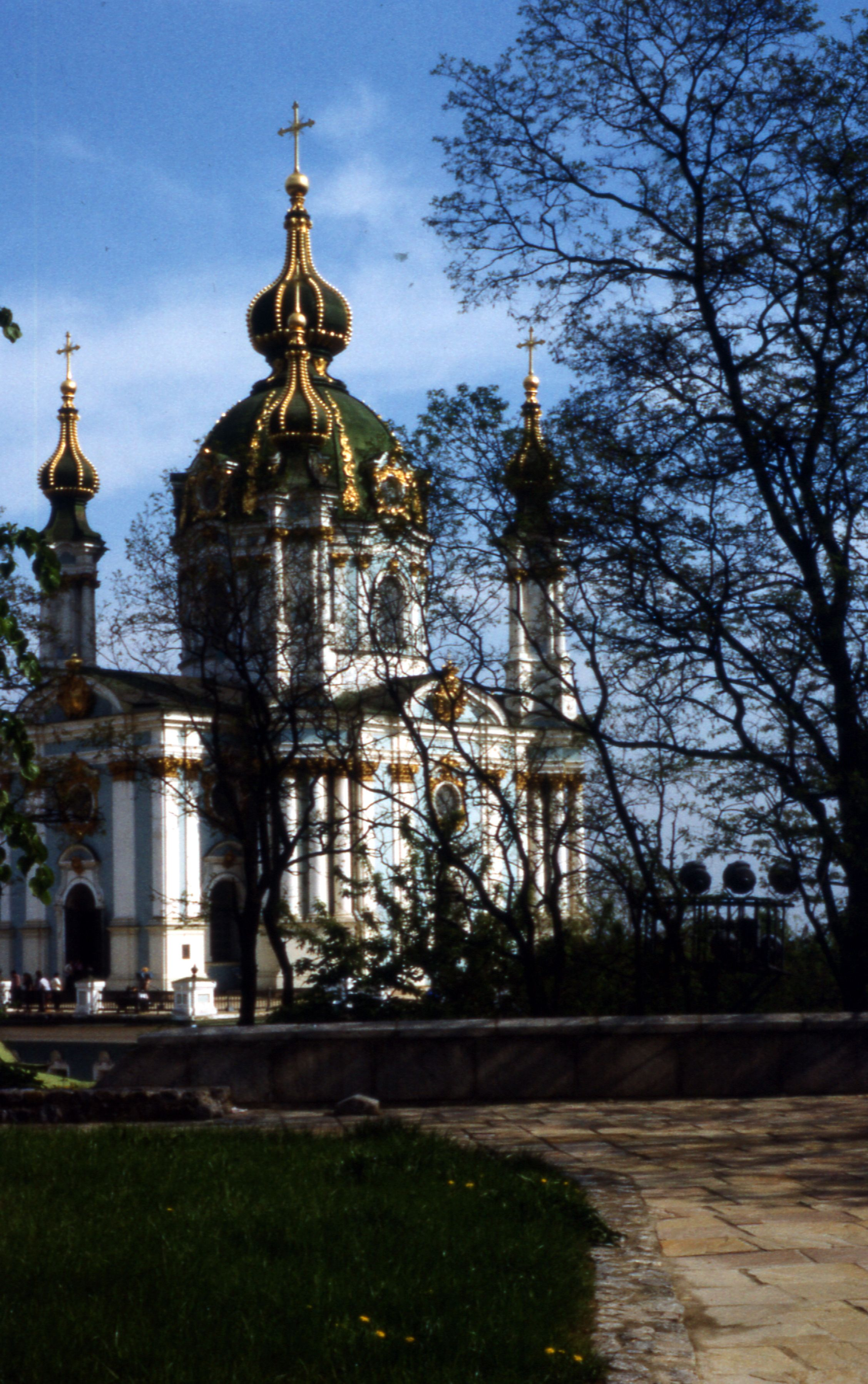
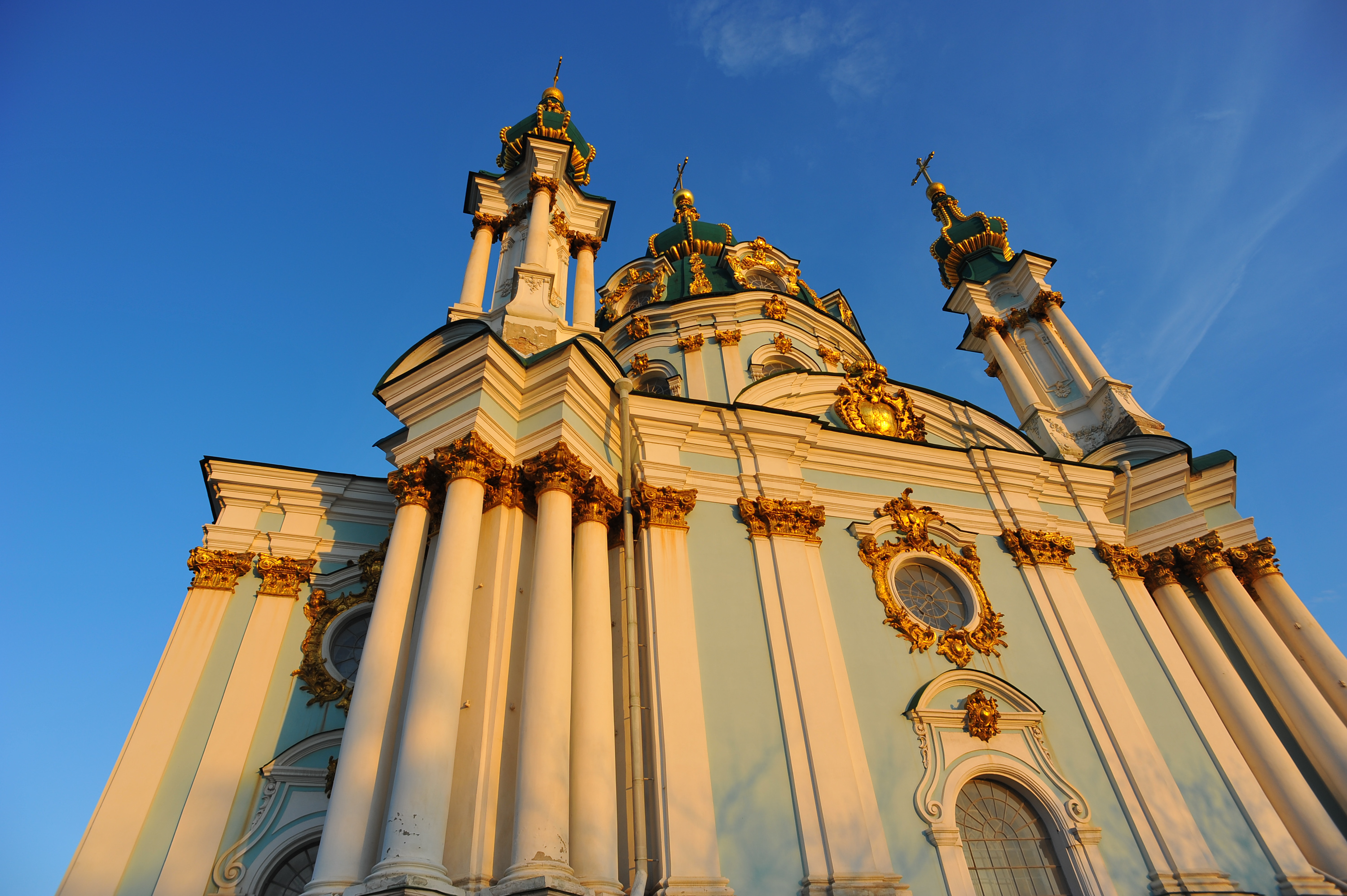